# 柳橋保育園
柳橋保育園（やなぎばしほいくえん）は、東京都西東京市新町にある私立の保育所である。設置者は社会福祉法人至誠学舎東京。
受入年齢は0歳児（4ヶ月）より小学校入学前まで。入所定員数100名。
なお、至誠学舎東京は2009年よりしもほうや保育園の運営を受託しており、それ以降、両園には交流がある。

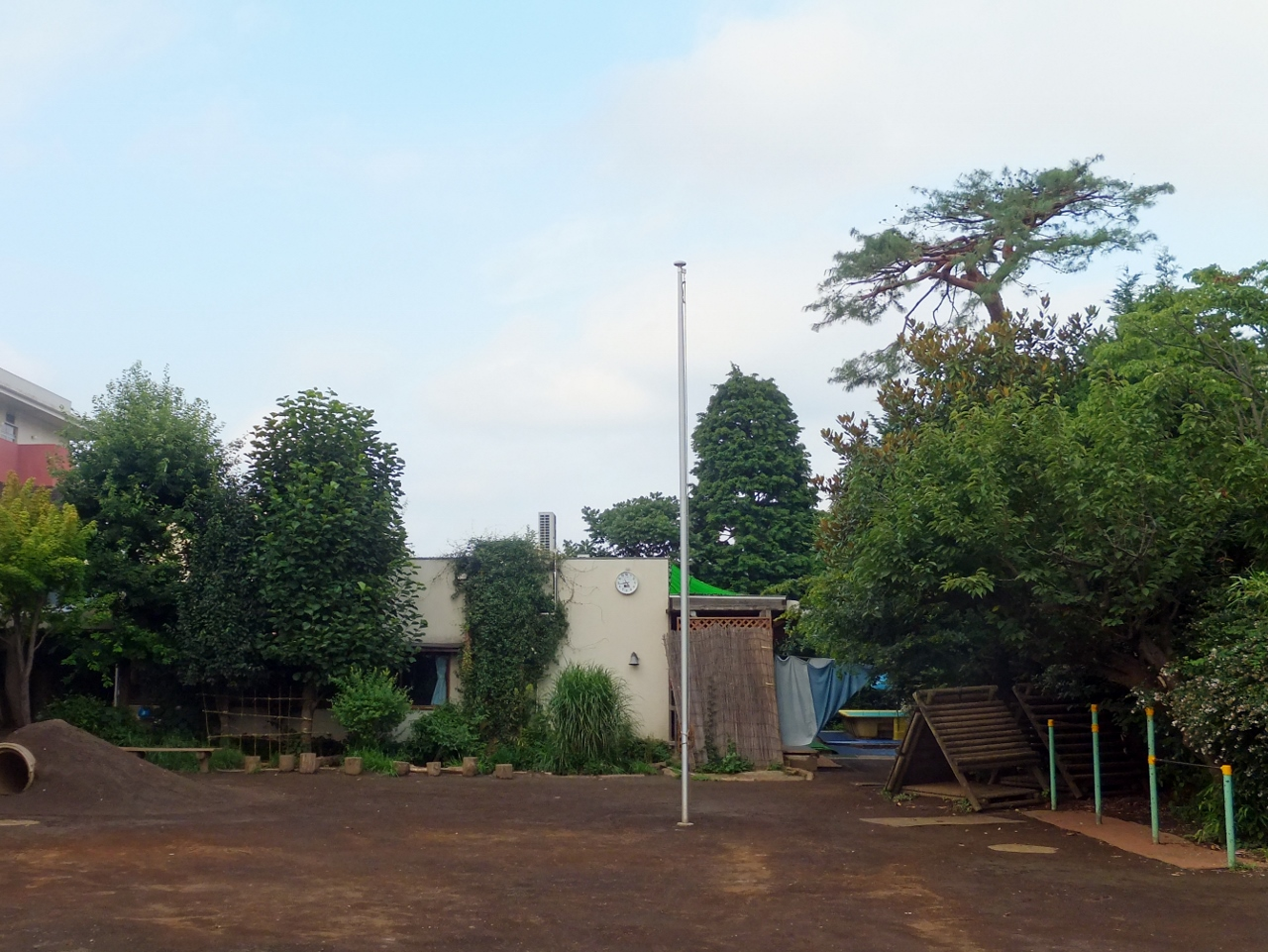
園庭と園舎（2016年7月）

## 沿革
- 1949年4月8日 - 設立
  - 元々、至誠学舎は池袋で少年保護事業を行っていた。戦災により池袋の本舎が消失したため、1945年頃に保谷町に移り旧日本軍が管理していた土地と兵舎（バラック）を譲り受けて事業を継続していた。1947年の少年教護法の廃止と児童福祉法制定をきっかけに1948年に少年保護事業を終え、翌1949年に児童福祉法に則った保育園を開園した。このため、設立当初の園舎は旧兵舎を転用したものだった[3]。
- 1951年- PTA発足（会則制定は1952年10月）
- 1968年6月15日 - 新園舎落成

## 特色
- 安全で美味しい食事の提供を目指している。[4]
  - 食材は国産の物を多く利用している。
  - 西東京市内の農家と契約し、東京都指定農産物の野菜を使用している。
  - 食器は陶器を使し、丁寧に扱い良い食事習慣が身につくようにしている。
  - 調理保育を実施している。
- 3,4,5歳児には縦割りクラスを採用している。[2]
- 0歳児から運動発育を促す保育を実施している（はいはいプロジェクト）。[5]
  - 裸足保育を重視している。
  - 土踏まずが正しく形成されるよう子どもたちの健康教育を行っており、また、土踏まずの形成状況を専門家に実際に診断してもらい助言を受けている。
- 多くのボランティアを受け入れ、また、活動を通して園児と交流を行っている。[5]
- 地域との交流を重視しており、高齢者との交流や地域行事への参加を積極的に行っている。[2][5]
- 自然に恵まれた環境を活かし、戸外活動を積極的に実施している。[5]
  - 園庭にはビオトープを整備、また樹木を数多く植え、子どもが自然の草木や、魚・ザリガニ・虫など、自然や生き物にふれて楽しめるようにしている。
- 保育にわらべうた・戸外活動・造形などを取り入れている。[5]
  - 特に、わらべうた・体育・和太鼓は外部講師による指導を取り入れている。
  - わらべうたについて、過去に書籍を出版している。[6]
- 「安心・安全・満足」の子育てを掲げており、地域・親子との活動にも力をいれている。[7]
- ダイヤモンドQ 創刊準備１号の「東京ベスト保育園594」で280位にランクされた。[8]

## 保育時間
- 7時〜19時

## 休園日
- 日曜日・祝日
- 12月29日〜翌年1月3日

## 実施保育
出典
- 0歳児保育（4カ月より）
- 11時間開所（7：00～18：00）
- 延長保育（18：01～19：00）
- 障害児保育
- 緊急一時保育
- PTA活動
- 子育て支援

## 年間行事
出典
- 4月：春のお楽しみ会
- 5月：いちご狩り、年長合宿
- 7月：プール、夏のお楽しみ会（夏祭り）
- 9月：バザー
- 10月：年中合宿、じゃが芋掘り、秋のお楽しみ会（うんどう会）、山登り（年長児）
- 11月：遠足（3、4、5歳児）
- 12月：もちつき、クリスマス会
- 1月：新年のつどい（どんど焼き）
- 2月：冬のお楽しみ会
- 3月：卒園式

## 所在地
- 〒202-0023 東京都西東京市新町1丁目11番25号

## 交通アクセス
- 西武新宿線田無駅、JR中央線武蔵境駅よりバス